# Mistrzostwa Świata w Kolarstwie Przełajowym 1972
23. Mistrzostwa Świata w Kolarstwie Przełajowym 1972 odbyły się 27 lutego 1972 roku w Pradze (Czechosłowacja). Rozegrano wyścigi mężczyzn w kategoriach zawodowców i amatorów.

## Medaliści
| Konkurencja:               | Złoto:            | Czas      | Srebro:        | Czas     | Brąz:            | Czas     |
| Klasyfikacja mężczyzn      |                   |           |                |          |                  |          |
| Zawodowcy (27 lutego 1972) | Eric De Vlaeminck | 1:08:04 h | Rolf Wolfshohl | + 0:27 m | Hermann Gretener | + 2:21 m |
| Amatorzy (27 lutego 1972)  | Norbert Dedeckere | 1:03:30 h | Miloš Fišera   | + 0:05 m | Wolfgang Renner  | + 0:11 m |

## Szczegóły

### Zawodowcy
| Medal | Zawodnik                  | Narodowość | Czas      |
| ----- | ------------------------- | ---------- | --------- |
|       | Eric De Vlaeminck         | Belgia     | 1:08:40 h |
|       | Rolf Wolfshohl            | RFN        | + 0:27    |
|       | Hermann Gretener          | Szwajcaria | + 2:21    |
| 4     | Albert Van Damme          | Belgia     | + 2:28    |
| 5     | José María Basualdo       | Hiszpania  | + 2:30    |
| 6     | Julien Van Den Haesevelde | Belgia     | + 2:37    |
| 7     | André Wilhelm             | Francja    | + 3:37    |
| 8     | Michel Baele              | Belgia     | + 3:58    |
| 9     | Peter Frischknecht        | Szwajcaria | + 4:18    |
| 10    | José María Gonzáles       | Hiszpania  | + 4:20    |

### Amatorzy
| Medal | Zawodnik            | Narodowość     | Czas      |
| ----- | ------------------- | -------------- | --------- |
|       | Norbert Dedeckere   | Belgia         | 1:03:30 h |
|       | Miloš Fišera        | Czechosłowacja | + 0:05    |
|       | Wolfgang Renner     | RFN            | + 0:11    |
| 4     | Ekkehard Teichreber | RFN            | + 0:14    |
| 5     | Karl Stähle         | RFN            | + 0:15    |
| 6     | Gertie Wildeboer    | Holandia       | + 0:26    |
| 7     | Pavel Krejčí        | Czechosłowacja | + 0:38    |
| 8     | Vojtěch Červínek    | Czechosłowacja | + 0:53    |
| 9     | Jiří Murdych        | Czechosłowacja | + 0:57    |
| 10    | Robert Vermeire     | Belgia         | + 1:06    |

## Tabela medalowa
| Miejsce | Państwo        |   |   |   |   |
| ------- | -------------- | - | - | - | - |
| 1.      | Belgia         | 2 | 0 | 0 | 2 |
| 2.      | RFN            | 0 | 1 | 1 | 2 |
| 3.      | Czechosłowacja | 0 | 1 | 0 | 1 |
| 4.      | Szwajcaria     | 0 | 0 | 1 | 1 |